# Historiker
En historiker er en person, der beskæftiger sig professionelt med faget historie, eller som har en uddannelse inden for dette felt. Selv om begrebet kan benyttes både om professionelle og amatører, anvendes det oftest synonymt med faghistoriker, dvs. en udøver af faget, der har en afsluttet eksamen i fra et universitet eller en højere læreanstalt. I Danmark og en række andre lande er en kandidatgrad i historie forudsætningen for at undervise i faget i historie gymnasiet, og en del historikere arbejder som forskere eller på museer. En historiker, der har fået antaget en disputats er berettiget til titlen dr.phil.

## Den danske historikertradition
Indtil 1848 indgik historie i Danmark som en del af en embedseksamen, men med etableringen af muligheden for at studere til mag.art. (magisterkonferens) med historie som eneste emne ved Københavns Universitet indledtes en professionalisering af faget. Det blev i stigende grad et felt, hvor de universitetsuddannede historikere dominerede. Således blev Historisk Tidsskrift med tiden et organ for kommunikation af forskningsresultater mellem de professionelle historikere og artikler om geografi og antropologi forsvandt.
Historisk metode (i særlig grad kildekritik) kom også til at spille en større rolle. I denne forbindelse var Kristian Erslev en dominerende skikkelse som professor i historie fra 1883. Caspar Paludan-Müller, der var professor 1872-1882, havde dog allerede bidraget til denne udvikling – også i sine arbejder før tiden som professor. Både Paludan-Müller og Erslev var inspirerede af Leopold von Ranke i deres opfattelse af fagets metoder, ligesom de grundlagde den opfattelse af historikerens virkefelt som synonymt med  empiriske studier af fortiden, som prægede faget indtil 1970-erne.
I 1929 blev det også muligt at studere historie på Aarhus Universitet, og siden er Odense Universitet, Aalborg Universitet og Roskilde Universitet også blevet muligheder. I forlængelse af udbygningen af uddannelserne er der opstået en konkurrerende tradition til den Erslevske, idet det funktionelle kildebegreb og den postmodernistiske diskursanalyse har vundet indpas i faget. Endvidere er der opstået interesse for historiefaget i en ideografisk kontekst og det enkelte individs historiske erkendelsesproces. Den metafysiske og narrative historieforståelse kan ses som en udløber af den sproglige vending. Hermed er der opstået forøget fokus på selve historieformidlingen, som er et hjørne af historiefaget, der også har tiltrukket ikke-faguddannede. Det har i Danmark givet rum for en samling af professionelle formidlere med bred appel, kendt som populærhistorikere.
Interessen for historie med udgangspunkt i en selv og de omgivelser, man befinder sig i, har dannet grobund for endnu en type "ikke-faghistoriker", amatørhistoriker, der som udgangspunkt mest (men ikke nødvendigvis kun) beskæftiger sig med slægts- og lokalhistorie.

## Udvalgte danske historikere
- Sven Aggesen, adelsmand og historiker, født ca. 1140-50, dødtidspunkt ukendt
- Saxo, sekretær og historiker, ca. 1150-1220
- Hans Svaning, professor og historiker, 1503 – 1584
- Anders Sørensen Vedel, præst og historiker, 1542-1616
- Arild Huitfeldt, historiker og rigskansler, 1546-1609
- Peder Hansen Resen, historiker og topograf, 1625-1688
- Ludvig Holberg, forfatter og videnskabsmand, 1684-1754
- Hans Gram, filolog og historiker, 1685-1743
- Johannes Peder Anchersen, 1700-1765
- Ove Malling, embedsmand og historiker, 1747-1829
- Frederik Sneedorff, professor og historiker, 1760-1792
- Caspar Frederik Wegener, gehejmearkivar og historiker, 1802-1893
- Caspar Paludan-Müller, professor og historiker, 1805-1882
- Carl Ferdinand Allen, professor og historiker, 1811-1871
- Evald Tang Kristensen, folkemindesamler, 1843-1929
- Adolf Ditlev Jørgensen, arkivmand og historiker, 1840-1897
- Carl Frederik Bricka, arkivmand, historiker og personalhistoriker, 1845-1903
- Kristian Erslev, rigsarkivar og historiker, 1852-1930
- Aage Friis, professor og historiker, 1870-1949
- Erik Arup, professor og historiker, 1876-1951
- Hans Peter Hansen (folkemindesamler), museumsleder 1879-1961
- Vilhelm la Cour, historiker, 1883-1974
- Astrid Friis, professor, historiker, 1893-1966
- Fridlev Skrubbeltrang, dr. phil., landbrugshistoriker, 1900-1988
- Povl Bagge, professor, historiker, 1902-1991
- Aksel E. Christensen, professor, historiker, 1906-1981
- Rudi Thomsen, professor, oldtidshistoriker, 1918-2004
- Tage Kaarsted, professor, kongelig ordenshistoriograf, 1928 – 1994
- Otto Mørkholm, dr.phil, numismatiker og oldtidshistoriker, 1930-1983
- Nanna Damsholt, docent, historiker, 1935-
- Bent Jensen, professor dr. phil, historiker, 1938 -
- Else Roesdahl, arkæolog, historiker, 1942-
- John T. Lauridsen, forskningschef, dr. phil., historiker, 1951 -
- Henrik Skov Kristensen Museumschef, ph.d., dr.phil, historiker, 1953 -
- Martin Rheinheimer, professor Dr. habil, historiker, landskabsfotograf 1960-
- Kåre Johannessen, Privat praktiserende historiker 1964

## Danske populærhistorikere/historieformidlere
- Palle Lauring, forfatter, 1909 – 1996
- Paul Hammerich, journalist og forfatter, 1927 – 1992)
- Erik Kjersgaard, historiker og museumsdirektør, 1931-1995
- Ebbe Kløvedal Reich, forfatter, 1940 – 2005
- Claus Deleuran, tegneserietegner og -forfatter, 1946 – 1996
- Søren Nancke-Krogh, arkæolog
- Kåre Johannessen, historiker, forfatter, foredragsholder og tv-vært, 1964

## Typer af historikere
- Amatørhistoriker
- Assyriolog
- Byzantinist
- Hofhistoriker
- Kirkehistoriker
- Korstogshistoriker
- Krigshistoriker
- Kunsthistoriker
- Lokalhistoriker
- Medicinhistoriker
- Nationalhistoriker
- Numismatiker
- Oldtidshistoriker
- Populærhistoriker
- Religionshistoriker
- Retshistoriker
- Ægyptolog
- Økonomihistoriker

- Wikimedia Commons har flere filer relateret til Historiker